# Kaisei Ishii
Kaisei Ishii (jap. 石井 快征, Ishii Kaisei; * 2. April 2000 in Fukuoka) ist ein japanischer Fußballspieler. 

## Karriere
Kaisei Ishii erlernte das Fußballspielen in der Jugendmannschaft von Sagan Tosu. Hier unterschrieb er 2019 auch seinen ersten Profivertrag. Die Mannschaft aus Tosu spielte in der höchsten Liga des Landes, der J1 League. Im Juni 2021 wechselte er auf Leihbasis zum Zweitligisten Ehime FC. Am Saisonende belegte er mit dem Verein aus Matsuyama den 20. Tabellenplatz und stieg in die dritte Liga ab. Am 31. Januar 2022 kehrte er nach der Ausleihe zu Sagan Tosu zurück. Sechs Monate später folgte dann eine weitere Ausleihe an den Zweitligisten Yokohama FC. Am Ende der Saison 2022 feierte er mit Yokohama die Vizemeisterschaft der zweiten Liga und den Aufstieg in die erste Liga. Nach der Ausleihe wurde er am 1. Februar 2023 fest von Yokohama unter Vertrag genommen. Am Ende der Saison 2023 musste er mit Yokohama als Tabellenletzter wieder in die zweite Liga absteigen.
Yokohama FC
- Japanischer Zweitligavizemeister: 2022  ▲